# Marie de Jésus Lopez de Rivas
Pour les articles homonymes, voir Marie de Jésus.
Maria López de Rivas, (18 août 1560 - 13 septembre 1640).
religieuse Carmélite déchaussée sous le nom de Marie de Jésus. Elle  entre au Carmel de Tolède en 1577 recommandée par sainte Thérèse d'Avila. Elle devient maîtresse des novices à 24 ans, prieure à 31 ans. Elle est écartée à la suite d'accusations d'une religieuse qui s'avèreront infondées. Vingt ans plus tard, la vérité est rétablie, et elle est réélue prieure du monastère de Tolède.
Elle est béatifiée le 14 novembre 1976 à Rome par Paul VI.

## Biographie

### Son enfance
Maria López de Rivas est née dans une famille noble, le 18 août 1560 à Tartanedo dans la province de Guadalajara (Espagne), fille d'Antonio Lopez de Rivas et d'Elvira Martinez-Rubio.
En 1564, son père décède, la laissant seule héritière d'un grand domaine. Lorsque sa mère se remarie, elle est confiée à ses grands-parents paternels situés à Molina de Aragón, où elle est élevée et éduquée dans la foi catholique.
Adolescente d'« une rare beauté », sa famille souhaite la marier, mais elle préfère entrer dans les ordres. Son confesseur, le père jésuite A. Castro, l'oriente vers le l'ordre du Carmel.

### Le Carmel

#### Entrée au Carmel
Sainte Thérèse d'Avila la reçoit et l'envoie au monastère de Tolède le 11 août 1577 (elle n'a pas 17 ans).
Elle lui donne une lettre de recommandation contenant ce texte : « Je l'envoie vers vous avec une dot de 5 000 écus. Mais je vous assure que je donnerais très volontiers la même somme pour l'avoir de nouveau avec moi. Qu'elle ne soit pas considérée comme les autres, parce que j'espère qu'en Dieu elle sera un prodige ».
Marie reçoit l'habit de carmélite dès son arrivée le 12 août 1577. Mais sa santé fragile rend son avenir de religieuse incertain, elle fait cependant sa profession le 8 septembre 1578 et prend le nom de Marie de Jésus,.
La communauté de Tolède étant hésitante à l'accueillir comme religieuse (du fait de sa santé fragile), Thérèse d'Avila lui écrit une lettre pour ne pas s'attarder sur ses problèmes de santé : « Réfléchissez bien à ce que vous faites, parce que si vous n'admettez pas Sœur Marie de Jésus à la profession, je devrais la faire venir à Avila, et le monastère qui bénéficiera de sa présence sera le plus heureux de tous. Pour ma part, je voudrais l'avoir toujours avec moi dans mon monastère, même si elle devait rester au lit toute sa vie ».

#### Vie au Carmel
Malgré ses souffrances physiques et morales, Marie de Jésus s'adapte à la vie carmélitaine et décèdera âgée dans son Carmel.
Elle remplit les fonctions de sacristain, mais également d'infirmière.
Marie de Jésus était très chère à sainte Thérèse d'Avila. Lors de ses visites à Tolède, celle-ci montrait des signes d'un amour spécial envers elle. Thérèse lui a toujours consacré sa sollicitude maternelle - non pas tant sur ses maux physiques que sur sa "maladie d'amour" pour Dieu.
Au cours de son séjour à Tolède en 1580, Thérèse d'Avila sollicite à plusieurs reprises la jeune religieuse pour avoir ses conseils et éclairages, y compris sur des problèmes de théologie mystique.

#### Responsabilités au Carmel
En 1583, alors que Marie a 23 ans, elle est nommée maîtresse des novices, un poste qu'elle avait rempli durant six mois au Carmel de Cuerva. Elle forme les novices selon l'enseignement et l'exemple de sainte Thérèse d'Avila. Elle assurera encore ce poste à plusieurs reprises dans ce monastère.
En 1587, elle est choisie comme sous-prieure. Elle sera à nouveau promue sous-prieure de 1607 à 1619.
En 1591, elle est élue prieure du monastère, puis réélue en 1595 et 1598. Cependant, en juillet 1600, lors de la visite canonique du monastère, elle est accusée par l'une des religieuses. Compte tenu de ces accusations, le 25 juillet, Marie de Jésus est démise de ses fonctions de supérieure du monastère. Elle accepte calmement son sort. Durant 20 ans, elle supporte les accusations et prie pour son accusatrice. Elle reste paisible et respectueuse envers l'autorité. Elle est appréciée par son responsable direct, qui, bien qu'elle ait été déposée, a voulu qu'elle exerce la fonction de maîtresse des novices.
20 ans plus tard, son accusatrice se rétracte et avoue qu'elle l'a faussement accusée, car elle souhaitait prendre sa place. Marie est réhabilitée et réélue prieure le 25 juin 1624. En 1627 elle démissionne de son poste pour raison de santé. Les religieuses diront d'elle qu'elle a dirigé son monastère avec sérénité et douceur.
Marie de Jésus décède à Tolède le 13 septembre 1640.
Sa dépouille in-corrompue se trouve dans l'église du Carmel de Tolède.

## Postérité

### De son vivant
Déjà au cours de sa vie elle était considérée comme étant une sainte. Même avant 1580, sainte Thérèse a pu écrire : « Non seulement Marie de Jésus sera une sainte, mais elle en est déjà une ».
Le père Jérôme Gratien, dans son ouvrage Le pèlerinage de saint Athanase, rédigé avant 1614, a parlé d'elle ouvertement, alors qu'elle était encore vivante.
Il disait qu'elle était une « religieuse très chère à la sainte Mère Thérèse d'Avila, parce qu'en plus d'être une sainte dès l'enfance et d'avoir de grandes vertus héroïques, lorsqu'elle a demandé à notre Seigneur de lui accorder quelque chose qui pourrait lui faire sentir sa passion, même physiquement, Jésus lui est apparu, et elle reçut du Rédempteur une couronne d'épines sur la tête. Ceci produisit une douleur tellement grande, qu'elle ne la quitta jamais. 
C'est un mystère qu'elle puisse vivre avec une telle douleur et ne pas faillir à ses devoirs envers l'Ordre. Après cela, d'ailleurs, Notre Seigneur a répondu à son désir continuel de souffrir pour le Christ dans la mémoire de sa passion, et lui a donné des douleurs tellement aiguës dans ses pieds, ses mains, et son côté que cela provoque l'émerveillement. Je connais bien cette religieuse. Elle est native de Molina de Aragón, Marie de Jésus par son nom, anciennement prieure de Tolède, et je pourrais raconter beaucoup de choses merveilleuses à son sujet ».
Le grand historien du Carmel, frère Silvère de Sainte Thérèse (es) a dit, « après sainte Thérèse elle-même, aucune religieuse carmélite déchaussée en Espagne n'a atteint une telle renommée populaire et une célébrité comme Marie de Jésus ».

### Procès et béatification
Dans le mois qui suivit sa mort, par la volonté de l'Ordre, les moniales ont été tenues de fournir leur témoignage sous serment à l'égard de vertus héroïques de leur mère Marie. Le véritable processus de béatification n'a cependant commencé qu'en 1914. La cause de béatification a été introduite le 10 décembre 1926. Repris récemment, il a suivi le cours normal, avec la préparation d'un nouveau dépôt (positio), fruit d'une longue recherche.
Sœur Marie de Jésus a été béatifiée le 14 novembre 1976 à Rome par Paul VI.
Sa fête liturgique est célébrée le 13 septembre mais dans l'Ordre du Carmel, compte tenu de la fête de saint Jean Chrysostome en cette même date, Marie de Jésus est célébrée la veille avec rang de mémoire à la date du 12 septembre.

### Ses écrits
Encore novice au couvent de Tolède, elle voit arriver saint Jean de la Croix tout juste évadé de sa prison. Elle l'entend déclamer ses poèmes mystiques et raconter son emprisonnement. Elle prend des notes le jour même de son évasion, et nous laisse le récit de cet épisode célèbre dans l'histoire du Carmel.
Tenant Marie de Jésus en très grande estime, sainte Thérèse de Jésus lui soumet ses manuscrits des Fondations et le livre des Demeures pour les "réviser".

### Sa spiritualité
Les témoins et contemporains de Marie de Jésus nous indiquent qu'était une âme d'une candeur et d'une simplicité extraordinaire, qu'elle avait des charismes et des grâces de contemplation.
Dans ses écrits, il y a de fréquentes références au Sacré-Cœur de Jésus, à partir de laquelle, dans ses contemplations, elle dit « avoir vu plusieurs fois des torrents de grâces qui en jaillissent ». Elle a une très grande dévotion pour le Sacré-Cœur, ainsi que pour le Saint-Sacrement et le Précieux Sang de Jésus.
Elle a également eu une dévotion particulière pour l'Enfant Jésus, qu'elle appelait « le docteur de la maladie d'amour », et à la Très Sainte Vierge, spécialement dans le mystère de son Assomption.